# Plectosphaera embeliae
Plectosphaera embeliae är en svampart som först beskrevs av H.S. Yates, och fick sitt nu gällande namn av Arx & E. Müll. 1954. Plectosphaera embeliae ingår i släktet Plectosphaera och familjen Phyllachoraceae.   Inga underarter finns listade i Catalogue of Life.